# Хосе Лопес
Хосе Анхель «Каріта» Лопес Рівера (англ. José Ángel "Carita" López Rivera; 29 березня 1972) — пуерториканський професійний боксер, чемпіон світу за версією WBO (2009) в другій найлегшій вазі.

## Професіональна кар'єра
1991 року дебютував на професійному рингу.
У червні 1996 року вийшов на бій проти чемпіона світу за версією WBO в найлегшій вазі мексиканця Альберто Хіменеса і програв одностайним рішенням.
21 березня 1998 року програв одностайним рішенням новому чемпіону світу за версією WBO в найлегшій вазі аргентинцю Карлосу Габріель Салазару.
18 грудня 1999 року мав битися за вакантний титул чемпіона світу за версією WBO в найлегшій вазі з мексиканцем Алехандро Монтіелем, який знявся за кілька годин до бою. Замість Монтіеля погодився битися мексиканець Ісідро Гарсія, який був серед глядачів і який, на великий подив, переміг Лопеса, використовуючи позичене спорядження.
28 березня 2009 року вийшов на бій за вакантний титул чемпіона світу WBO в другій найлегшій вазі проти тайця Прамуансак Фосуван і переміг одностайним рішенням. 4 вересня 2009 року в першому захисті програв філіппінцю Марвіну Сонсора.